# Zebelin
Zebelin ist ein Ortsteil der Gemeinde Waddeweitz im niedersächsischen Landkreis Lüchow-Dannenberg. Am nördlichen Ortsrand fließt der Lübelner Mühlenbach. Südlich verläuft die B 493.

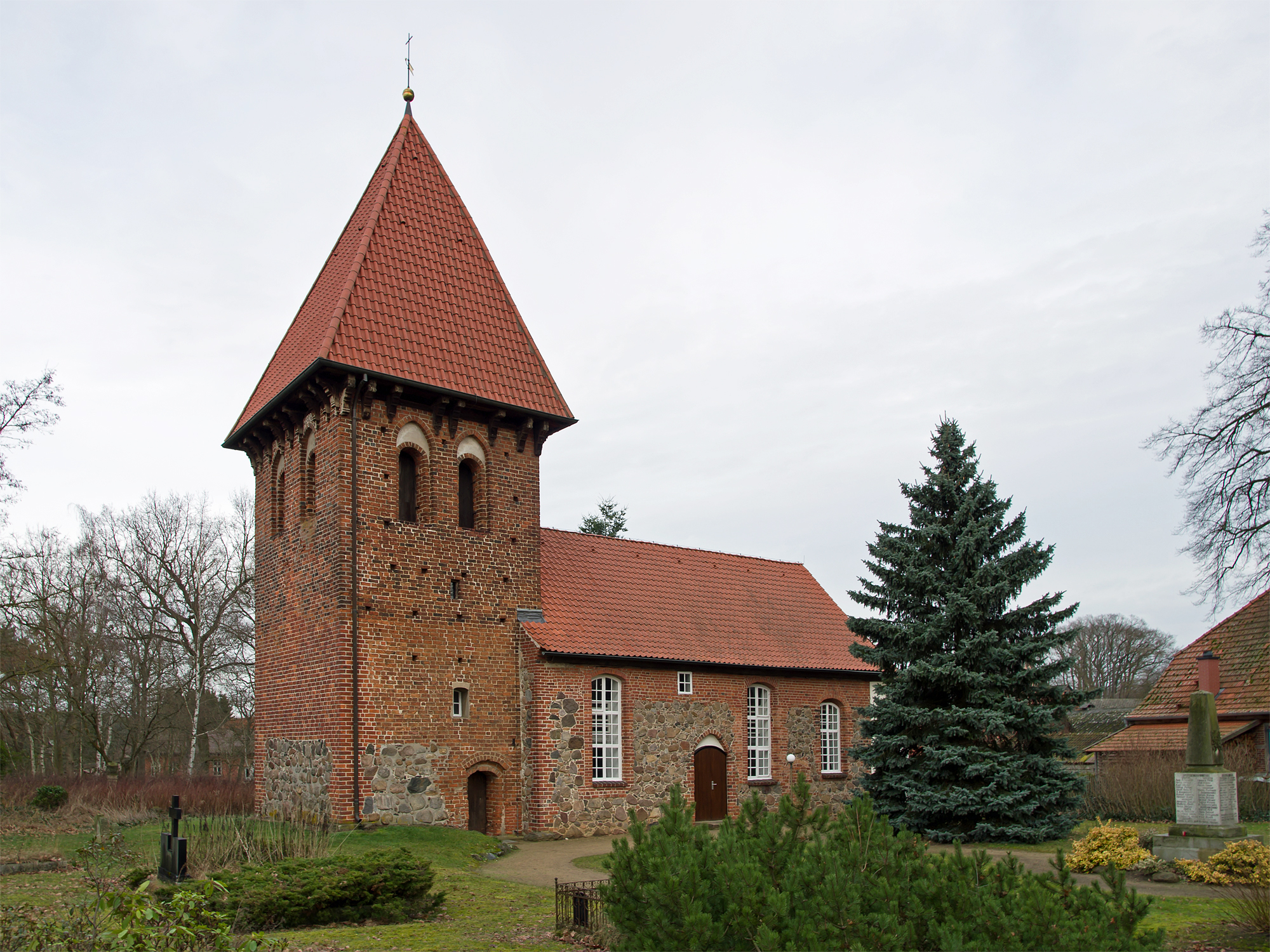
Evangelische Kirche in Zebelin

## Geschichte
Am 1. Juli 1972 wurde Zebelin in die Gemeinde Waddeweitz eingegliedert.
Der älteste Teil der Kirche wurde 1301 gebaut.